# Claude Arpi
Pour les articles homonymes, voir Arpi.
Œuvres principales
Tibet, le pays sacrifié (2000)
Claude Arpi, né en 1949 à Angoulême, est un journaliste, écrivain, tibétologue et sinologue[Information douteuse], français installé en Inde,. Diplômé en chirurgie dentaire en 1974, il s'est consacré, depuis, à l’étude approfondie de la culture et de l’histoire de l’Inde, du Pakistan et du Tibet et est considéré comme un spécialiste du Tibet,,, des relations sino-indiennes et indo-pakistanaises. Il est, depuis 2009, directeur du pavillon de la culture tibétaine à Auroville.
Il est l'auteur de plusieurs ouvrages et articles sur le Tibet, la Chine, l’Inde et les établissements français de l'Inde dont le livre Tibet, le pays sacrifié.
Il a dirigé La Revue de l'Inde et collabore à La Nouvelle Revue de l'Inde et à l'Indian Defence Review, dont il est conseiller éditorial.

## Biographie

### Années de formation

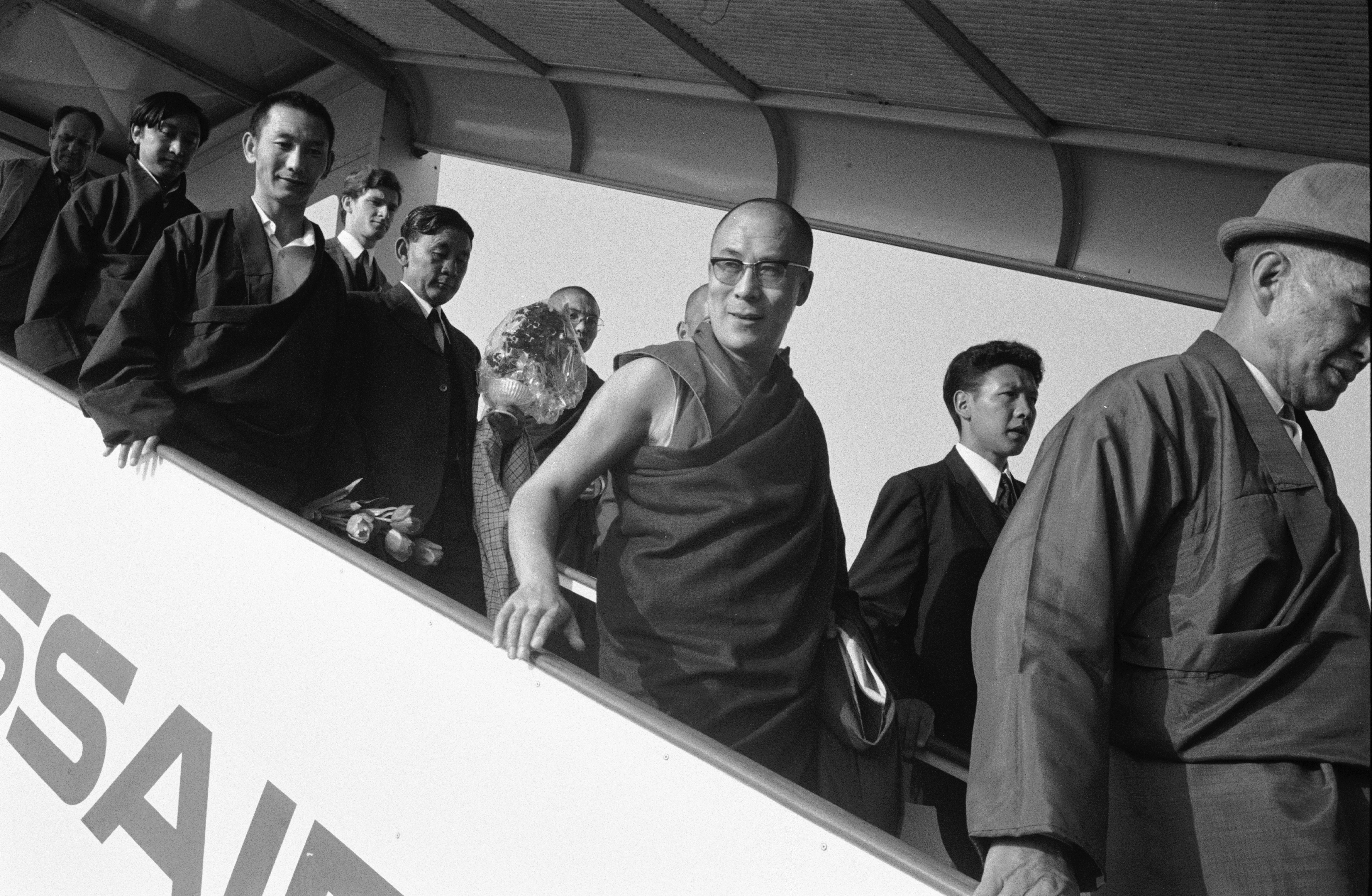
Le dalaï-lama arrivant à l’aéroport de Kloten à Zurich en octobre 1973.

Au début des années 1970, il visite l’Himalaya indien et en 1972, à Dharamsala, rencontre pour la première fois le 14e dalaï-lama qui l'impressionne par sa force intérieure.
En 1973, il rencontre Jetsun Pema, la sœur cadette du dalaï-lama. Elle lui propose de rester à Dharamsala et de devenir le dentiste du village des enfants tibétains,.
En 1974, il est diplômé en chirurgie dentaire de l'université de Bordeaux, et décide de s'installer en Inde. En décembre de cette même année, après avoir traversé l'Italie, la Yougoslavie, la Bulgarie, la Turquie, l'Iran et l'Afghanistan, il rejoint Auroville, une ville fondée près de Pondichéry par Mirra Alfassa, compagne spirituelle de Sri Aurobindo, alors disparus. Il y vit depuis lors avec sa femme Abha, une Indienne, et leur fille, Smiti, dans la communauté de Dana, une des 75 qu'abrite la cité.

### Direction du pavillon de la culture tibétaine à Auroville

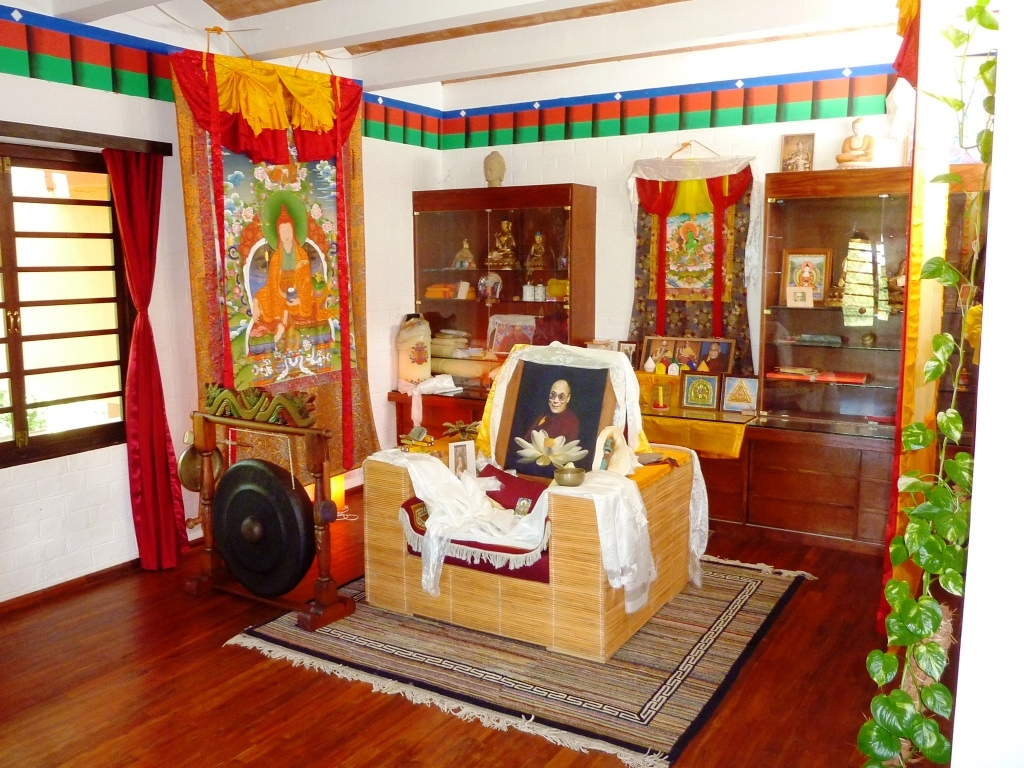
Pièce du Pavillon Tibétain de la cité internationale d'Auroville

En 1978, Claude Arpi se rend à Dharamsala pour faire part au dalaï-lama de son projet de « pavillon tibétain ». Il lui faut cependant attendre 1993 pour que le projet soit prêt, sous le nouveau nom de « pavillon de la culture tibétaine » exigé par le gouvernement indien, lequel est impliqué dans l'administration d'Auroville et ne reconnaît pas le Tibet comme pays indépendant. Cette même année, le dalaï-lama pose la première pierre, en fait une brique en terre rapportée par Claude Arpi de Gyantsé au Tibet,. Le pavillon, construit sous sa supervision dans la zone internationale de la ville, est inauguré par le dalaï-lama le 20 janvier 2009. Claude Arpi en est depuis le directeur.

### Journalisme
Claude Arpi a dirigé La Revue de l'Inde de 2005 à 2009, et collabore à sa nouvelle version publiée depuis 2009 chez L'Harmattan sous le nom de La Nouvelle Revue de l'Inde.
Il collabore depuis août 2010 à la revue militaire Indian Defence Review. Il est membre de son comité de rédaction. Il a eu l'occasion d’interviewer en 2010 le ministre français Hervé Morin.
En 2010, il donne une conférence sur le site de la pagode de Vincennes au Festival culturel du Tibet et des peuples de l'Himalaya sur l’environnement de l'Himalaya et des rivières ayant leurs sources sur le plateau tibétain. 
Selon Véronique Jannot, Claude Arpi est un journaliste  « très impliqué dans la cause tibétaine ».

## Accueil critique
Le journaliste et écrivain François Gautier considère Claude Arpi comme « un des meilleurs spécialistes du Tibet de notre époque ». Claude Arpi est l'auteur du livre Tibet, le pays sacrifié, écrit en anglais et traduit en français par Claude Levenson. Le moine bouddhiste Matthieu Ricard y voit « Une étude historique majeure et fascinante des influences humaines et politiques qui ont permis l'invasion du Tibet par la Chine communiste ».
Au sujet de sa version anglaise, Thubten Samphel, porte-parole du gouvernement tibétain en exil, la considère comme une histoire du Tibet, depuis l'introduction du bouddhisme jusqu’au Plan de paix en cinq points pour le Tibet. Selon lui, une partie encore meilleure de l'ouvrage est consacrée à l'analyse de la réponse de l'Inde aux revendications de la Chine communiste sur le Tibet. Il qualifie le livre de contribution importante à l'histoire de la tragédie du Tibet.

## Publications

### Ouvrages
- (en) Will Tibet Ever Find Her Soul Again?: India Tibet Relations 1947-1962: Part 2, Rohan Vij, 2019,  (ISBN 8193759192 et 9788193759196)
- (en) Tibet: the Last Months of a Free Nation: India Tibet Relations (1947-1962): Part 1, Vij Books India Pvt Limited, 2017,  (ISBN 9386457210 et 9789386457219)
- (en) 1962 and the McMahon Line Saga, New Delhi ; Frankfort, IL : Lancer, 2013,  (ISBN 1935501402 et 9781935501404)
- (en) Dharamsala and Bejing: the Negotiations that Never Were, Lancer Publishers and Distributors, New Delhi, 2009,  (ISBN 978-1-935501-190)
- (en) India and her neighbourhood: a French observer's views, Har-Anand Publications, 2005  (ISBN 8124110972 et 9788124110973)
- (en) Born in Sin: the Panchsheel Agreement: the Sacrifice of Tibet, Mittal Publications, New Delhi, 2004
- Cachemire, le paradis perdu, Éditions Philippe Picquier, 2004  (ISBN 2877307425 et 9782877307420)
- Il y a 50 ans : Pondichéry, Éditions Auroville Press, Auroville, 2004
- La politique française de Nehru, La fin des comptoirs français en Inde (1947-1954)[26], Éditions Auroville Press, Auroville, 2002
- (en) Long and dark shall be the night : the Karma of Tibet, Éditions Auroville Press, Auroville, 2002
- Tibet, le pays sacrifié, préfacé par le dalaï-lama, Calmann-Lévy, 2000  (ISBN 2702131328)

### Articles
- (en) Missiles in Tibet, in Indian Defence Review, 23-3, July-September 2008, p. 38–43 [PDF]
- (en) Tibet studies, Asian Ethnicity (en) , Volume 12, 2011 - Issue 3, p. 235-248;
- Lettre ouverte au président chinois, in La nouvelle Revue de l'Inde, No 206 (numéro spécial), 2012, 184 p., p. 8–9
- (en) 40 years in Eternal India, rediff.com, December 19, 2014
- Barrages sur les fleuves. Signaux alarmants venus de Chine La Nouvelle revue de l'Inde No 007